# Лихи, Роберт
Роберт Лихи (англ. Robert L. Leahy, род. 1946) — доктор психологии, профессор Йельского университета, декан факультета психиатрии Медицинской школы Университета Пенсильвании под руководством Аарона Бека. Экс-президент Ассоциации когнитивно-поведенческой терапии, экс-президент Международной ассоциации когнитивной психотерапии, президент Академии когнитивной терапии, директор Американского института когнитивной терапии в Нью-Йорке, профессор клинической психологии Медицинского колледжа Вейл-Корнелл.
Автор 28 книг, переведенных на 21 язык, в том числе на русский язык.

## Биография
Лихи родился в Александрии, штат Вирджиния, в семье Джеймса Дж. Лихи, продавца, и Лилиан ДеВита. Его родители разошлись, когда ему было 18 месяцев, и мать перевезла Роберта и его старшего брата Джима в Нью-Хейвен, штат Коннектикут. Он получил образование в Йельском университете, а затем получил докторскую степень на факультете психиатрии Медицинской школы Пенсильванского университета под руководством Аарона Т. Бека, доктора медицины, основателя когнитивной терапии.

## Научная деятельность
Лихи заинтересовался моделью когнитивной терапии Бека после того, как разочаровался в психодинамической модели, которой, по его мнению, не хватало достаточной эмпирической поддержки. Многие из его клинических книг сыграли важную роль в распространении модели когнитивной терапии в её применении к лечению депрессии, биполярного расстройства, тревожных расстройств, ревности и регуляции эмоций.
Лихи расширил когнитивную модель своей социальной когнитивной моделью эмоций, которую он называет терапией эмоциональных схем. Согласно этой модели, люди различаются своими убеждениями в отношении законности определённых эмоций, их продолжительности, способности выражать эмоции, необходимости контролировать эмоции, степени сходства их эмоций с эмоциями других людей и способности терпеть амбивалентные чувства. Эти убеждения и связанные с ними стратегии называются «эмоциональными схемами». Модель эмоциональной схемы основана на когнитивной модели Бека, метакогнитивной модели Адриана Уэллса, модели принятия и приверженности Стивена С. Хейса, а также на социальных когнитивных исследованиях процессов атрибуции.

### Избранная библиография
- «Свобода от тревоги. Справься с тревогой, пока она не расправилась с тобой»
- «Победи депрессию прежде, чем она победит тебя»